# Alfredo Rocco

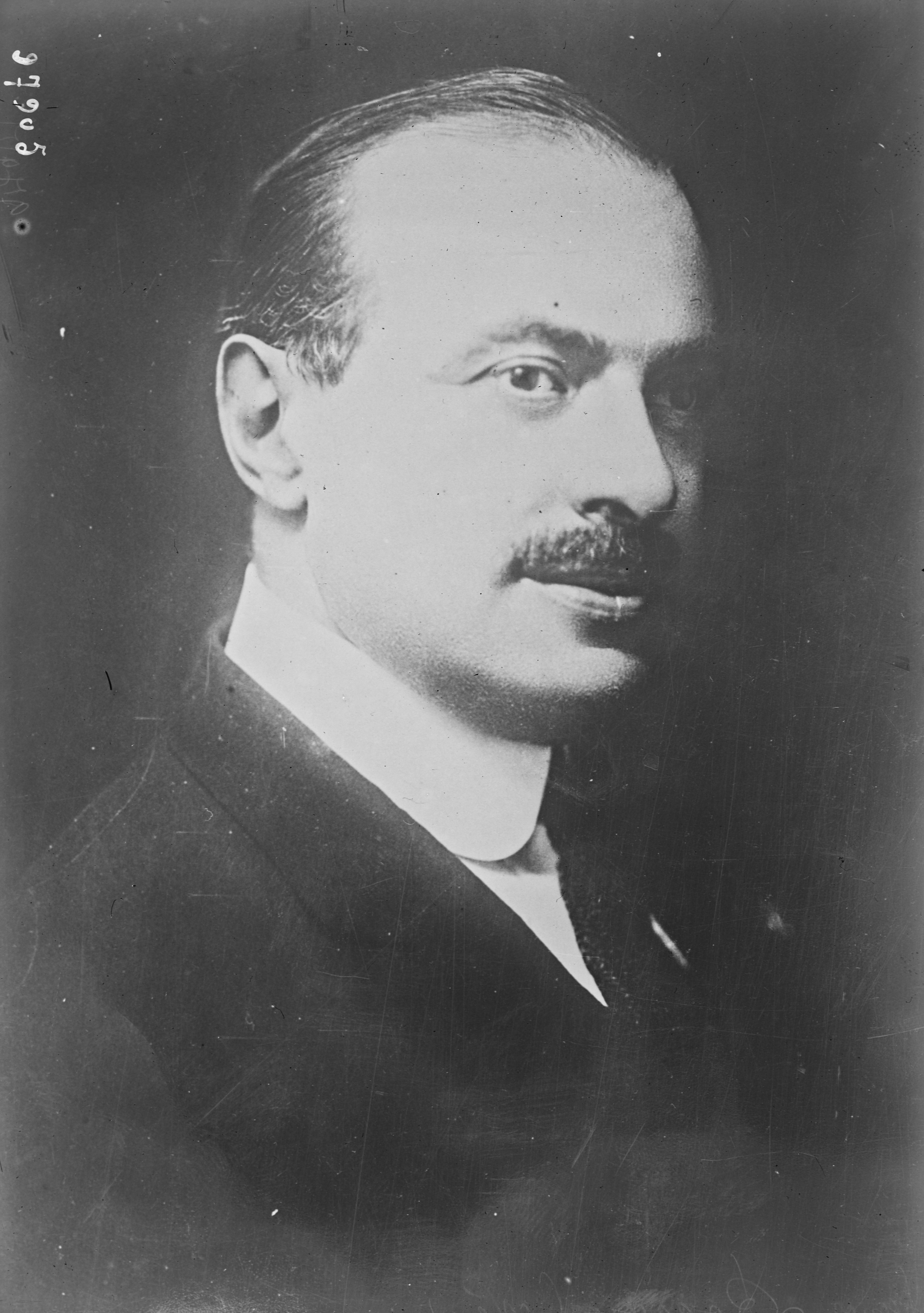
Alfredo Rocco (1925)

Alfredo Rocco (* 9. September 1875 in Neapel; † 28. August 1935 in Rom) war ein italienischer Politiker und Jurist, der die faschistische Theorie des Ständestaates wesentlich entwickelte und das Strafgesetzbuch sowie das Strafprozessrecht überarbeitete.

## Leben
Roccos Vater war Ingenieur und hatte vier Söhne, aus denen sämtlich bedeutende Juristen wurden. Alfredo wurde zuerst Professor für Wirtschaftsrecht an der Universität Parma und 1906 dort erneut für Zivilprozessrecht, 1899 Professor an der Universität Urbino, 1902 an der Universität Macerata, 1910 an der Universität Padua, 1925 an der Universität La Sapienza in Rom, wo er 1932 bis 1935 der Rektor war. Eine wichtige Leistung war die Ausarbeitung einer Idee des Korporatismus, die zur faschistischen Ideologie wurde. Mussolini ließ später die italienische Wirtschaft in 22 Korporationen aufteilen, die alle in der Camera dei Fasci e delle Corporazioni vertreten waren.
In einem Artikel forderte er 1913 von der liberalen Partei Partito Radicale Italiano, die Francesco Saverio Nitti führte, einen stärker nationalistischen Kurs und gründete eine Ortsgruppe der Associazione Nazionalista Italiana in Padua. Er forderte 1914 den Kriegseintritt und wurde im Weltkrieg Offizier in der Propagandaabteilung, daneben war er Redakteur der Schützengrabenzeitung „L’Astico“. In der nationalistischen Tageszeitung „L'idea nazionale“ übernahm er 1920 als Teileigentümer die Geschäftsführung bis zur Einstellung 1922. 1921 wurde er in das italienische Parlament gewählt, 1922 zum Unterstaatssekretär in verschiedenen Ministerien. Mit Interesse verfolgte er das Anwachsen der Faschisten, denen er und Luigi Federzoni 1923 mit ihrer ANI beitraten und damit ein bürgerliches Gegengewicht gegen die Schwarzhemden bildeten. 
1924/25 wurde Rocco Parlamentspräsident und von 1925 bis 1932 italienischer Justizminister. Mit Federzoni als Innenminister waren damit zwei Schlüsselministerien in der Hand der ehemaligen ANI-Führer. In Amt gestaltete Rocco das Rechtswesen im faschistischen Sinne um und galt als der guardasigillo (Siegelbewahrer) der Umgestaltung, so 1926 zur syndikalistischen Struktur der Wirtschaft mit nur 12 Syndikaten. 1928 folgte die Schaffung der Ständekammer statt des Parlamentes, 1928 des Faschistischen Großrates. In seine Zeit als Justizminister fiel das italienische Konkordat mit dem Vatikan, die Lateranverträge. Er gehörte 1929 zum „Kabinett aller Talente“.
Nach dem Amtsende 1932, hinter der eine Machtkonzentration auf den Duce steckte, wurde er 1934 zum Senator des Königreiches Italien ernannt. Das von ihm beeinflusste Strafgesetzbuch von 1930 ist bis heute in Italien in Kraft. Das Strafprozessrecht wurde dagegen nach einer Reform 1955 schließlich 1988/9 neu geschaffen.
Rocco vertrat Italien im Völkerbund, in der Internationalen Kommission für geistige Zusammenarbeit.

## Lehre
Die ANI schloss sich 1914 geschlossen der Doktrin Roccos vom autoritären korporativen Staat an. Das Parlament sei durch eine Ständeversammlung zu ersetzen, in der die verschiedenen wirtschaftlichen und sozialen Gruppen vertreten sein sollten. Von der katholischen Ständeordnung unterschied dies der Verzicht auf die traditionelle, aus dem Mittelalter stammende Ordnung. Die bestehenden industriellen Eliten wurden nicht infragegestellt. Die Aufgaben des Staates lägen in der Herstellung gesellschaftlicher Harmonie, der wirtschaftlichen und militärischen Modernisierung und der expansiven Erweiterung zum Imperium. Ein totaler Staat ohne Konflikte war nicht das Ziel. Rocco vertrat diese Richtung in der PNF gegen die stärker rechtsradikalen squadristi.
Rocco stellte zwei politische Prinzipien in der Geschichte einander gegenüber, das der Organisation und das der Individualität. Im faschistischen Staat sei beides auf ideale Weise verbunden worden.
Ausstrahlungen seiner Lehre sind in der Action française und in Spanien bei José Calvo Sotelo zu sehen.

## Schriften
- Che cosa è il nazionalismo e che cosa vogliono i nazionalisti, 1914
- The political doctrine of fascism: recent legislation in Italy, Carnegie Endowment for Intern. Peace, New York 1926
- La trasformazione dello stato dallo stato liberale allo stato fascista, 1927